# Bark

náčrt barku

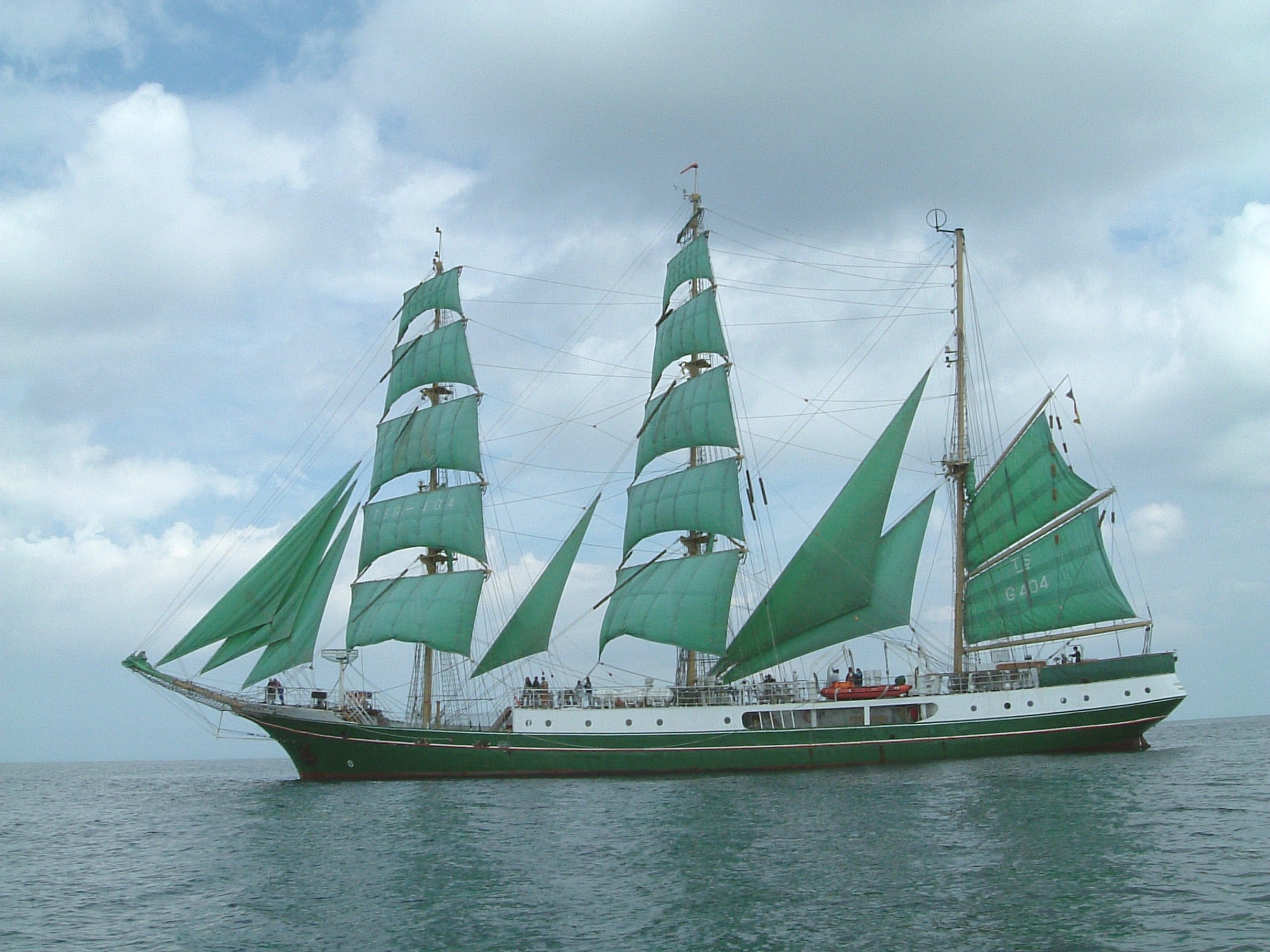
Alexander von Humboldt

Bark byl poslední typ velké obchodní plachetnice, se třemi až čtyřmi stěžni.
Vznikl na přelomu 19. a 20. století, kdy klipery už prohrávaly obchodní válku s parníky. Aby mohly soutěžit s parníky, musely mít barky větší nosnost a prostornost než klipery.
Po II. světové válce, kterou přežilo 10 obchodních plachetnic, jen dvě z nich ještě jednou obnovily mezi sebou regaty. Byly to Pamir a Passat, hned je ukončily, čímž uzavřely bohatou a slavnou historii světové obchodní námořní dopravy plachetnicemi.

## Známé barky
- Alexander von Humboldt – 1906, Německo
- Endeavour – 1768, Velká Británie